# Matka Boska Kębelska
Matka Boska Kębelska – średniowieczna figurka Matki Boskiej z Dzieciątkiem, znajdująca się w kaplicy przy sanktuarium, bazylice św. Wojciecha w Wąwolnicy. Figurkę sprowadzono ze wsi Kębło koło Wąwolnicy, stąd jej nazwa.

## Figurka
Zachowana do naszych czasów gotycka figurka Matki Boskiej z Dzieciątkiem pochodzi z pierwszej połowy XV wieku (1420 lub około 1440). Została wykonana z pnia lipowego o wysokości 85 cm i średnicy w najszerszym miejscu 27 cm, w nieznanej bliżej pracowni śląskiej lub pomorskiej. Stanowi element tzw. cyklu Pięknych Madonn, których prototypem była kamienna rzeźba Pięknej Madonny z Vimperka. Zgodnie z tym stylem rzeźbę cechuje elegancja i dworskość w przedstawianiu postaci, subtelny, regularny rysunek twarzy oraz bogactwo i dekoracyjność w układzie draperii. Figurka przedstawia Matkę prezentującą światu  Dzieciątko Jezus.

## Historia kultu

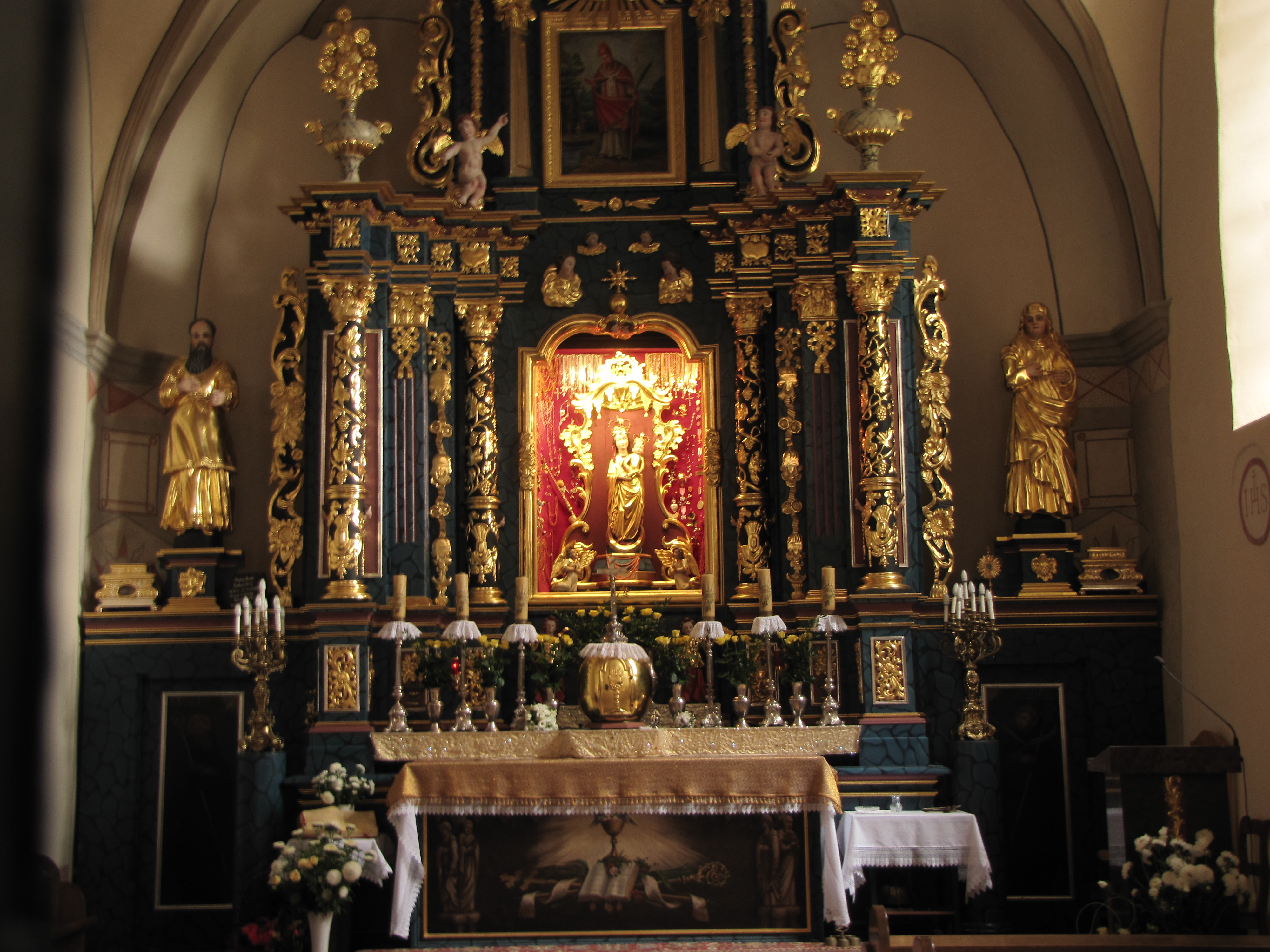
Ołtarz z figurką

Tradycja kultu Matki Bożej w Kęble i Wąwolnicy sięga prawdopodobnie okresu najazdów tatarskich pod koniec XIII wieku. Według przekazu zawartego w  kronice parafialnej, w pierwszych dniach września 1278 zagony tatarskie, po wcześniejszym złupieniu Lublina, skierowały się w okolice Wąwolnicy. We wsi Kębło Tatarzy założyli obóz, w którym gromadzili zagrabione dobra i spędzali ludzi wziętych w jasyr. Mieli ustawić tam też na ogromnym głazie zrabowaną figurkę Matki Boskiej. Jednocześnie pod Głuskiem Opolskim polskie oddziały pod wodzą dziedzica Wąwolnicy Ottona Jastrzębczyka stawiły opór najeźdźcom. Polacy bitwę wygrali. Gdy pokonani Tatarzy uciekając chcieli zabrać zrabowane dobra i jeńców, nad figurką Matki Boskiej miała ukazać się jasność, a następnie sam posąg miał unieść się w powietrze, przemieścić się na znaczną odległość i zawisnąć nad lipą. Przerażeni tym Tatarzy porzucili zagrabione dobra oraz jeńców i uciekli. Po ich ucieczce figurka stanęła ponownie na pierwotnym miejscu. Widząc to jeńcy uznali, że to sam Bóg przywrócił im wolność. Miejsce tego wydarzenia, gdzie pozostały lipa i głaz, stało się obiektem pielgrzymek, a dziedzic Otto Jastrzębczyk postanowił wybudować drewniany kościół, w którym umieszczono cudowną figurkę. Opiekę nad przybytkiem roztoczyli benedyktyni.
Za sprawą  przełożonego benedyktynów ze Świętego Krzyża, ojca Chrystyna Mireckiego, który wyjednał zgodę papieża Klemensa XII, w dniu 8 września 1700 przeniesiono figurkę Matki Bożej z Kębła do kościoła parafialnego w Wąwolnicy. Powodem miało być znaczne zniszczenie starego kościółka, jego niedostateczna pojemność w stosunku do potrzeb związanych z rozszerzającym się kultem oraz potrzeba większej pieczy nad cudowną figurką. Figurka Matki Bożej umieszczona została na ołtarzu głównym, natomiast kościółek w Kęble został rozebrany. Na pamiątkę na jego miejscu postawiono figurkę ze statuą Matki Bożej, a na kamieniu, początkowo pustym, w późniejszych czasach stanęła kapliczka wybudowana przez jednego z mieszkańców Wąwolnicy.
Do czasów współczesnych z pierwotnego wąwolnickiego kościoła z XIV wieku pozostało tylko prezbiterium, przebudowane w okresie renesansu na kaplicę, która stanowi obecnie sanktuarium Matki Boskiej.
W 700-lecie objawień – 10 września 1978 odbyła się koronacja cudownej figury papieskimi koronami, której dokonał abp Bolesław Pylak. Była to ostatnia koronacja maryjna w Polsce przed pontyfikatem Jana Pawła II.